# Шекер махала
Шекер махала е второто по големина циганско гето в Пловдив. То е разположено в северозападната част на града, в близост до новата индустриална зона. В официални източници се срещат и наименованията кв. „Тодор Каблешков“ и кв. „Бенковски“.
В непосредствена близост се намира „Руският пазар“, където част от жителите на махалата се занимават с търговия. Безработицата, мизерията и престъпността са високи, също както в Столипиново. Населението на гетото е около 10 000 души, като почти всички са турски цигани, (роми мюсюлмани), макар че едва 2000 го признават. Останалите обявяват, че са от турски произход.
През 2004 г., чрез финансиране от европейски програми, в квартала е построен комплекс от 80 броя нови жилищни сгради и прилежащата им инфраструктура („Жилищна група Тодор Каблешков“).